# Perknaster antarcticus
Perknaster antarcticus är en sjöstjärneart som först beskrevs av Jean Baptiste François René Koehler 1906.  Perknaster antarcticus ingår i släktet Perknaster och familjen Ganeriidae. Inga underarter finns listade i Catalogue of Life.